# Nah’Shon Hyland
Nah’Shon Lee „Bones” Hyland (ur. 14 września 2000 w Wilmington) – amerykański koszykarz, występujący na pozycjach rozgrywającego lub rzucającego obrońcy, aktualnie zawodnik Los Angeles Clippers.
9 lutego 2023 został wytransferowany do Los Angeles Clippers.

## Osiągnięcia
Stan na 21 września 2023, na podstawie, o ile nie zaznaczono inaczej.
NCAA
- Koszykarz roku Atlantic 10 (2021)[5]
- Zaliczony do:
  - I składu:
    - Atlantic 10 (2021)
    - turnieju Atlantic 10 (2021)
    - najlepszych pierwszorocznych zawodników Atlantic 10 (2020)

  - składu honorable mention All-American (2021 przez Associated Press)
- Lider Atlantic 10 w:
  - średniej punktów (19,5 – 2021)
  - liczbie:
    - punktów (467 – 2021)
    - celnych rzutów:
      - z gry (152 – 2021)
      - za 3 punkty (69 – 2021)

    - oddanych rzutów:
      - z gry (340 – 2021)
      - za 3 punkty (186 – 2021)
- Koszykarz tygodnia Atlantic 10 (8.02.2021)
- Debiutant tygodnia Atlantic 10 (20.01.2020, 30.12.2019)

NBA
- Zaliczony do II składu debiutantów NBA (2022)[6]
- Uczestnik turnieju drużynowego Rising Stars Challenge (2022[7], 2023[8])